# Ten Minutes After
Ten Minutes After ist ein Kurzfilm von István Szabó aus dem Jahr 2002. Der Film ist Teil 4 des Episodenfilms Ten Minutes Older, in dem Regisseure des unabhängigen Gegenwartskinos das Thema Zeit interpretieren.

## Inhalt
Eine Frau deckt den Tisch festlich für Zwei, Torte und Sektkübel stehen bereit. Es klingelt, und zwei Personen liefern den angetrunkenen Ehemann an der Wohnungstür ab. Der Mann ist gereizt, verlangt nach Bier und richtet in der Wohnung ein Chaos an. Versuche seiner Frau, ihn zu beruhigen, schlagen fehl, im Gegenteil, er wird immer aggressiver, er bedrängt sie, würgt sie. Beim Versuch, ihn abzuwehren, stößt die Frau dem Mann ein Messer in den Bauch. Er fällt wie tot zu Boden. Sie ruft telefonisch um Hilfe, Krankenwagen und Polizei kommen, die Frau wird festgenommen, da sie im Verdacht steht, ihren Mann ermordet zu haben.
Im Fernseher läuft, wie schon während des gesamten Films, weiter das englische Sprachlernprogramm, in dem der Sprecher (István Szabó) Beispielsätze in allen möglichen Zeitformen durchdekliniert.

## Produktion und Veröffentlichung
Der Film wurde bis auf die Schlusssequenz in nur einem Take mit der Steadicam gedreht. Kameramann Lajos Koltai wurde dabei von Tilman Büttner unterstützt.
Premiere von Ten Minutes Older war am 3. September 2002 in Venedig. 2002 bis 2003 wurde der Film auf den Festivals in Toronto, San Sebastián, Göteborg, Karlsbad und Tokio gezeigt. Kinostart in Deutschland war der  26. Juni 2003. 2002 veröffentlichte das Label McOne eine Kassette mit den beiden DVDs The Trumpet und The Cello, zusammen mit einem Booklet und Bonusmaterial (Making-of, Fotogalerie, Biografien und Filmografien).

## Kritik
Das Episodenprojekt Ten Minutes Older mit den beiden Teilen The Trumpet und The Cello wurde von der Filmkritik auch wegen der formal und inhaltlich heterogenen Beiträge insgesamt kontrovers bewertet. RadioTimes hebt besonders die Kurzfilme Bertoluccis und Szabós hervor, die als „Kinoanekdoten“ „sparsam und mit Witz“ erzählt würden.
Die britische TimeOut schreibt: „Der Regisseur, dessen weltweiter Ruhm mit Mephisto begann, macht in seiner Erzählung aus einem Allerweltsdrama ein Bündel heftiger Emotionen, die sich innerhalb von zehn Minuten rasant verändern“.